# Oriel College
L'Oriel College (nome completo: The Provost and Scholars of the House of the Blessed Mary the Virgin in Oxford, commonly called Oriel College, of the Foundation of Edward the Second of famous memory, sometime King of England) è un college dell'Università di Oxford, il quinto più antico.
Il college fu fondato nel 1324 dal Adam de Brome. Nel 1326 il college fu rifondato dal Edoardo II.